# Claude Bitz
Claude Bitz, est un joueur de football suisse. 
- Poste : Gardien
- Nationalité :  Suisse
- Taille : 1,81 m
- Poids : 75 kg

## Clubs successifs
| Saison      | Club    | Pays   | Ligue | Matchs /Buts | Coupe d'Europe |
| ----------- | ------- | ------ | ----- | ------------ | -------------- |
| 1979 - 1980 | FC Sion | Suisse | LNA   | -            | -              |
| 1980 - 1981 | FC Sion | Suisse | LNA   | -            | -              |

## Palmarès
- Vainqueur de la Coupe de Suisse 1980 FC Sion,  Suisse